# Il mostro che uccide
Il mostro che uccide (The Bat) è un film del 1959 diretto da Crane Wilbur.
Terzo adattamento per lo schermo del lavoro teatrale del 1920 di Avery Hopwood e Mary Roberts Rinehart che aveva avuto due precedenti versioni cinematografiche: una nel 1926 con il titolo The Bat, la seconda nel 1930 con il titolo The Bat Whispers, entrambe dirette da Roland West.

## Trama
Dopo aver lasciato la città per andare a caccia con il proprio medico ed aver rubato una grande cifra dalla banca di sua proprietà, John Fleming viene assassinato dal dottor Malcom Wells. L'intento di quest'ultimo, dopo aver appreso la notizia del furto, è di impossessarsi della cifra. Il primo ad essere incolpato del furto è Victor Baily, co-proprietario della banca. Nel frattempo la villa di Fleming viene affittata, da parte del nipote Mark, alla scrittrice Cornelia van Gorder, trasferitasi con la propria servitù e con la propria governante Lizzie; strani eventi accadono subito dopo. La servitù decide di abbandonare la villa poiché preoccupati dall'assassino che si aggira nella zona, detto "il pipistrello". Alla villa accorre più volte il tenente della squadra investigativa della polizia Andy Anderson che, dopo aver notato nel suo laboratorio vari esperimenti effettuati su alcuni pipistrelli, cerca di incolpare il Dr. Wells. Inoltre, tutti immaginano che il bottino sia rinchiuso all'interno della villa ma l'unico erede e conoscitore di questa risulta essere Mark. Il ragazzo, con l'intento di ricercare la mappa della villa in questa stessa per scoprire l'esistenza di una camera segreta o meno, viene assassinato dal pipistrello che si impossessa della mappa. La stanza segreta risulta essere celata tra due caminetti di camere adiacenti. Nel frattempo, la villa viene tenuta sotto controllo dalla presenza del tenente che, dopo l'uccisione di Judy Hollander, incolpa il maggiordomo ed autista di miss Gorder: Warner. Questo, anni prima, con altri connotati era stato processato, ma provata la sua innocenza era stato assolto. Intanto il pipistrello decide di liberarsi del medico, lasciando nel suo laboratorio un cartello con su scritto "Here lies the bat. Threatened with exposure he destroyed himself" ("Qui giace il pipistrello. Temendo di essere scoperto, ha distrutto sè stesso"). Il medico e l'assassino si ritrovano faccia a faccia nel laboratorio e colui che perde la vita è il medico. Intanto miss Gorder riesce a scoprire l'esistenza della camera segreta. Con i suoi collaboratori la scrittrice cerca di smascherare il mostro. Sarà Warner ad uccidere il pipistrello, che si scoprirà essere Andy Anderson.

## Produzione
Il film fu prodotto dalla Liberty Pictures e venne girato dal 27 aprile al 27 maggio 1959.

## Distribuzione
Distribuito dalla Allied Artists Pictures, il film uscì nelle sale cinematografiche USA il 9 agosto 1959 con il titolo originale The Bat. Ebbe una distribuzione internazionale, uscendo in molti paesi: in Turchia il 16 novembre 1960, in Danimarca il 30 gennaio 1961, nella Germania Ovest il 3 febbraio 1961, in Svezia il 18 settembre 1961, in Norvegia il 24 gennaio 1963.